# Урроц
Урроц, Уррос-де-Сантестебан (баск. Urrotz (офіційна назва), ісп. Urroz de Santesteban) — муніципалітет в Іспанії, у складі автономної спільноти Наварра. Населення — 191 особа (2009).
Муніципалітет розташований на відстані близько 340 км на північний схід від Мадрида, 31 км на північ від Памплони.

## Демографія
Динаміка населення (INE ):

## Галерея зображень

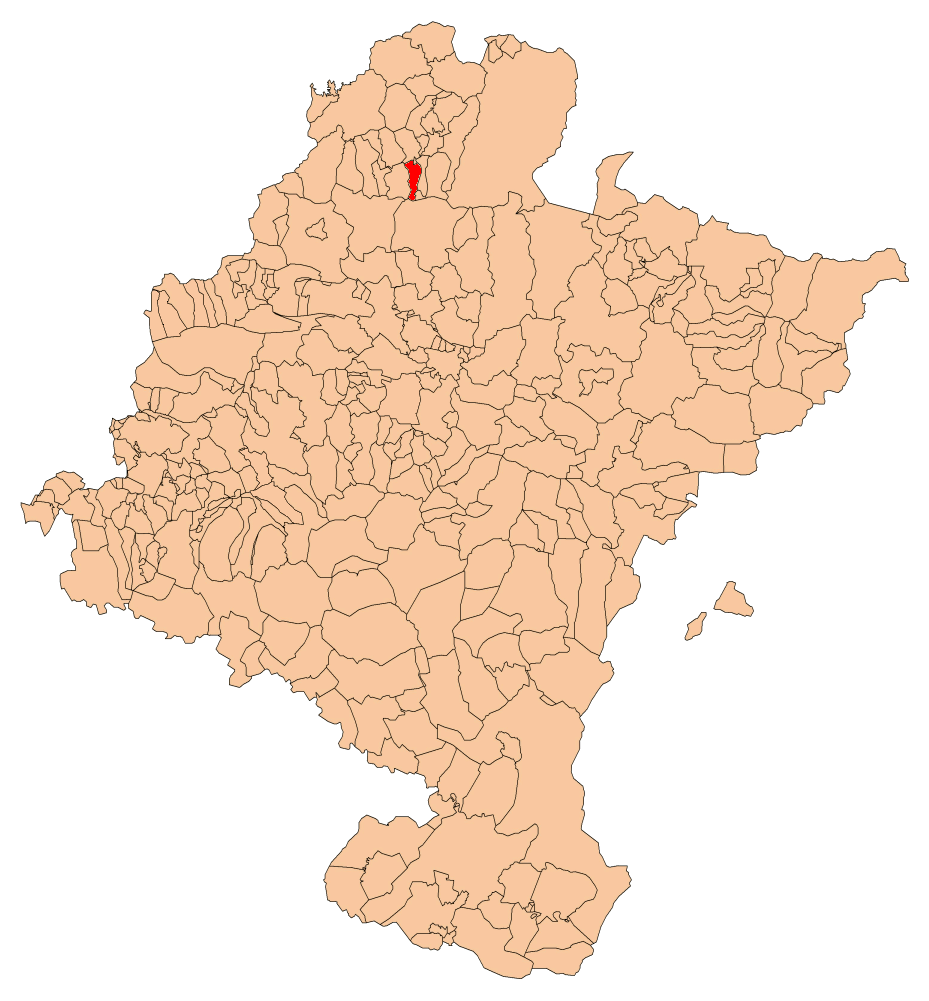
Розташування муніципалітету